# SAO 206462
SAO 206462 là một ngôi sao trẻ, được bao quanh bởi một đĩa vũ trụ tròn gồm khí gas và nhánh xoắn ốc được xác định một cách rõ ràng. Nó nằm cách Trái Đất khoảng 460 năm ánh sáng ở trong chòm sao Lupus. sự hiện diện của các nhánh xoắn ốc có vẻ liên quan đến sự tồn tại của các hành tinh khác trong đĩa khí gas bao quanh ngôi sao này. Đường kính của đĩa rộng khoảng hai lần kích thước quỹ đạo của sao diêm vương.

## Sự phát hiện
Việc khám phá ra vật thể này đã được trình bày vào tháng 10 năm 2011 bởi Carol Grady, nhà thiên văn học làm việc ở Eureka Scientific, trụ sở tại Trung tâm du hành không gian Goddard ở NASA. Đây là lần đầu tiên vật thể ở cấp độ này được miêu tả một cách rõ ràng qua các kính viễn vọng không gian (Hubble, FUSE, Spitzer) và các kính viễn vọng trên mặt đất, kính viễn vọng (Đài quan sát Gemini và kính thiên văn Subaru, nằm ở Hawaii), thông qua một chương trình nghiên cứu quốc tế về các ngôi sao và các ngôi sao với hành tinh; với sự hợp tác của một số nhà thiên văn từ các đài quan sát khác nhau.